# Guntram Brattia
Guntram Brattia (* 21. November 1966 in Innsbruck, Tirol; † 19. September 2014  bei Markt Schwaben, Bayern) war ein österreichischer Schauspieler und Theaterregisseur.

## Leben
Brattia legte in Österreich ein Staatsexamen in Schauspiel ab. Sein erstes Engagement bekam er 1987 am Bayerischen Staatsschauspiel, er war bis 1993 Ensemblemitglied des Hauses. Dort etablierte er sich als junger Protagonist und arbeitete mit Regisseuren wie Robert Lepage (Sommernachtstraum als Puck für das Theater der Welt) und blieb in Erinnerung als Romeo in Leander Haußmanns Inszenierung von Romeo und Julia.
Weitere Engagements als Schauspieler führten ihn von 1993 bis 2000 an das Deutsche Theater Berlin, wo er unter anderem unter der Leitung von Thomas Langhoff, Alexander Lang, Amelie Niermeier und Wolfgang Engel spielte, sowie von 2002 bis 2005 an das Schauspiel Frankfurt, wo er eine seiner wichtigsten Hauptrollen spielte: die des Hamlet im gleichnamigen Stück von Shakespeare unter der Regie von Anselm Weber sowie den Stanley Kowalski in Endstation Sehnsucht von Tennessee Williams.
Andere Engagements führten ihn an das Schauspiel Bonn, das Schauspiel Essen als Jason in Roger Vontobels Inszenierung von Grillparzers Das goldene Vlies und zuletzt an das Schauspielhaus Düsseldorf, wo er als Protagonist in vielen Rollen auftrat und u. a. mit Wolfgang Engel (Joseph und seine Brüder von Thomas Mann) und Karin Henkel zusammenarbeitete. Er war dann wieder am Bayerischen Staatsschauspiel unter Martin Kušej als Schauspieler engagiert, zuletzt zu sehen u. a. in Der Kirschgarten, Reigen, Der Sturm und Kabale und Liebe.
Sein Regiedebüt feierte er 2000 am Ende seines Engagements am Deutschen Theater Berlin mit dem Stück Ein Kind unserer Zeit von Ödön von Horváth. Es folgten verschiedene Inszenierungen als Regisseur in Frankfurt (2002), Freiburg (2003), Potsdam (2004) und 2006 in Bad Gandersheim bei den Domfestspielen und am Tiroler Landestheater (2009 und 2012). Er war Vorstandsmitglied der Tiroler Volksschauspiele in Telfs, wo er auch regelmäßig als Schauspieler (2008 als Alpenkönig) und Regisseur (zuletzt 2014 mit Wir lieben und wir wissen nichts von Moritz Rinke) in Erscheinung trat. Neben seiner Arbeit als Theaterschauspieler und Regisseur trat Brattia auch in vielen Film- und Fernsehproduktionen hervor.
1987 erhielt er seine erste Fernsehrolle in dem österreichischen Film Die wilde Frau von Regisseur Joseph Kuderna. Weitere Rollen folgten in den Fernsehserien Doppelter Einsatz, Polizeiruf 110, Tatort und Alarm für Cobra 11. Ein Jahr vor seinem Regiedebüt kam es zu seiner ersten Zusammenarbeit mit dem Regisseur Rudolf Thome beim Kinofilm Paradiso – Sieben Tage mit sieben Frauen. Es folgten vier weitere gemeinsame Filme.
Am 19. September 2014 kam Brattia bei einem Motorradunfall ums Leben und wurde am 27. September in Rum (Tirol) beerdigt. Er hinterließ seine Gattin, eine Tochter und zwei Söhne.

## Filmografie

### Kino
- 1999: Paradiso – Sieben Tage mit sieben Frauen – Regie: Rudolf Thome
- 2000: Commercial Man – Regie: Lars Kraume
- 2000: Venus.de – Die bewegte Frau – Regie: Rudolf Thome
- 2001: In den Tag hinein – Regie: Maria Speth
- 2001: Andreas Hofer – Die Freiheit des Adlers – Regie: Xaver Schwarzenberger
- 2005: Rauchzeichen – Regie: Rudolf Thome
- 2005: Mutterseelenallein – Regie: Bernd Böhlich
- 2006: Du hast gesagt, dass du mich liebst – Regie: Rudolf Thome
- 2007: Gegenüber – Regie: Jan Bonny
- 2008: Das Sichtbare und das Unsichtbare – Regie: Rudolf Thome
- 2009: Pink – Regie: Rudolf Thome

### Fernsehen
- 1988: Die wilde Frau – Regie: Josef Kuderna
- 1990: Pyjama Party – Regie: Stefan Wood
- 1992: Wohin gehen wir heute Abend – Regie: Markus Bräutigam
- 1993: Der Mann im schwarzen Mantel – Regie: Horst Königstein
- 1994: Doppelter Einsatz (Fernsehserie, Folge 1x10)
- 1996: Liane – Regie: Horst Königstein
- 1997: Für alle Fälle Stefanie (Fernsehserie, Folge 3x45)
- 1999: SK Kölsch (Fernsehserie, Folge 2x16)
- 2001: Tatort – Elvis lebt! – Regie: Peter Sämann
- 2002: Polizeiruf 110 – Um Kopf und Kragen (Fernsehreihe, Folge 31x01)
- 2002: Polizeiruf 110 – Wandas letzter Gang (Fernsehreihe, Folge 31x07)
- 2003: Verkauftes Land – Regie: Horst Königstein
- 2004/2011: SOKO Kitzbühel (Fernsehserie, Folge 3x11, 10x10)
- 2005: Propaganda – Regie: Horst Königstein
- 2006: In aller Freundschaft (Fernsehserie, Folge 8x19)
- 2006: Unser Reigen – Regie: Horst Königstein
- 2007/2011: Alarm für Cobra 11 – Die Autobahnpolizei (Fernsehserie, Folge 21x06, 30x08)
- 2007: Crazy Race 4 – Regie: Axel Sand
- 2008: Die Treuhänderin – Regie: Horst Königstein
- 2009: Der Dicke (Fernsehserie, Folge 3x06)
- 2010: Lasko – Die Faust Gottes (Fernsehserie, Folge 2x08)
- 2011: Tatort – Mord in der ersten Liga
- 2011: SOKO Wismar (Fernsehserie, Folge 8x03)
- 2012: Mord in Ludwigslust
- 2012: Die Rosenheim-Cops (Fernsehserie, Folge 11x17)
- 2013: Ein Fall für Zwei (Fernsehserie, Folge 32x05)

## Theaterengagements
- 1988–1993: Bayerisches Staatsschauspiel
- 1993–2000: Deutsches Theater Berlin
- 2002–2005: Schauspiel Frankfurt
- 2005–2006: Schauspiel Essen
- 2007–2009: Schauspielhaus Düsseldorf
- 2010–2014: Bayerisches Staatsschauspiel

### Als Darsteller (Auswahl)
- 1993: Romeo und Julia (Romeo), Regie: Leander Haußmann
- 1993: Ein Sommernachtstraum (Puck), Regie: Robert Le Page
- 1996: Geschichten aus dem Wieder Wald (Alfred), Regie: Thomas Langhoff
- 2000: Der Widerspenstigen Zähmung (Petruccio), Regie: Johanna Schall
- 2000: Minna von Barnhelm (von Tellheim), Regie: Amélie Niermeyer
- 2000: Don Carlos (Carlos), Regie: Amélie Niermeyer
- 2001: Wallenstein (Piccolomini), Regie: Anselm Weber
- 2002: Hamlet (Hamlet), Regie: Anselm Weber
- 2004: Endstation Sehnsucht (Kowalski), Regie: Burghard Kosminsky
- 2006: Die Wildente (Gregers Werle), Regie: Anselm Weber
- 2007: Das goldene Vlies (Jason), Regie: Roger von Tobel
- 2007: Amphytrion (Amphytrion), Regie: Karin Henkel
- 2007: Was ihr wollt, Regie: Jürgen Gosch
- 2008: Der Menschenfeind (Alceste), Regie: Franziska Steiof
- 2008: Der Fall der Götter, Regie: Karin Henkel
- 2009: Joseph und seine Brüder, Regie Wolfgang Engel
- 2009: Der Alpenkönig und der Menschenfeind (Alpenkönig), Regie Thomas Blubacher

### Als Regisseur
- 2000: Ein Kind unserer Zeit von Ödön von Horváth (Deutsches Theater Berlin)
- 2002: Tiny Dynamite von Abi Morgan (Schauspiel Frankfurt)
- 2003: Die Affäre Rue de Lourcine von Eugène Labiche (Städtische Theater Freiburg)
- 2003: Die Versprochene von Xavier Durringer (Städtische Theater Freiburg)
- 2004: Bedeutende Leute von Terry Johnson (Hans Otto Theater Potsdam)
- 2006: Besuch der alten Dame von Friedrich Dürrenmatt (Gandersheimer Domfestspiele)
- 2009: Kasimir und Karoline von Ödön von Horváth (Tiroler Landestheater)
- 2011: Ambrosia von Roland Schimmelpfennig (Tiroler Volksschauspiele Telfs)
- 2012: Hiob von Joseph Roth (Tiroler Landestheater)
- 2014: Wir lieben und wissen nichts von Moritz Rinke (Tiroler Volksschauspiele)